# Luzern Lions 2020
Questa voce raccoglie le informazioni riguardanti i Luzern Lions nelle competizioni ufficiali della stagione 2020.

## Herbst Cup A/B 2020

### Stagione regolare
| 16 agosto 2020, ore 14:00 1ª giornata | Luzern Lions | 18 – 27 referto | Gladiators Beider Basel | \| Arbitro: \| Jordan \| |
| Arbitro:                              | Jordan       |                 |                         |                          |

| 23 agosto 2020, ore 14:00 2ª giornata | Luzern Lions | 15 – 51 referto | Zürich Renegades | \| Arbitro: \| Birnbaum \| |
| Arbitro:                              | Birnbaum     |                 |                  |                            |

| Witikon 6 settembre 2020, ore 17:00 4ª giornata | Zürich Renegades | 17 – 0 referto | Luzern Lions | Sportplatz Looren\| Arbitro: \| Fouillet \| |
| Arbitro:                                        | Fouillet         |                |              |                                             |

| 13 settembre 2020, ore 14:00 5ª giornata | Luzern Lions | 6 – 14 (6-6 0-8 0-0 0-0) referto | Thun Tigers | \| Arbitro: \| Birnbaum \| |
| Arbitro:                                 | Birnbaum     |                                  |             |                            |

| Basilea 20 settembre 2020, ore 14:00 6ª giornata | Gladiators Beider Basel | 34 – 3 referto | Luzern Lions | Stadion Rankhof\| Arbitro: \| Fouillet \| |
| Arbitro:                                         | Fouillet                |                |              |                                           |

| 27 settembre 2020, ore 14:00 Recupero 3ª giornata | Thun Tigers | 35 – 6 referto | Luzern Lions | \| Arbitro: \| Schwarz \| |
| Arbitro:                                          | Schwarz     |                |              |                           |

## Statistiche di squadra
| Competizione      | %Vittorie | In casa | In casa | In casa | In casa | In casa | In casa | In trasferta | In trasferta | In trasferta | In trasferta | In trasferta | In trasferta | Totale | Totale | Totale | Totale | Totale | Totale |
| Competizione      | %Vittorie | G       | V       | N       | P       | Pf      | Ps      | G            | V            | N            | P            | Pf           | Ps           | G      | V      | N      | P      | Pf     | Ps     |
| ----------------- | --------- | ------- | ------- | ------- | ------- | ------- | ------- | ------------ | ------------ | ------------ | ------------ | ------------ | ------------ | ------ | ------ | ------ | ------ | ------ | ------ |
| Stagione regolare | .000      | 3       | 0       | 0       | 3       | 39      | 92      | 3            | 0            | 0            | 3            | 9            | 86           | 6      | 0      | 0      | 6      | 48     | 178    |
| Totale            | .000      | 3       | 0       | 0       | 3       | 39      | 92      | 3            | 0            | 0            | 3            | 9            | 86           | 6      | 0      | 0      | 6      | 48     | 178    |